# 로빈의 소원
로빈의 소원(Robin's Wish)은 미국에서 제작된 테일러 노우드 감독의 2020년 다큐멘터리 영화이다. 로빈 윌리엄스 등이 주연으로 출연하였다. 이 영화는 벤 싱클레이어에 의해 제작되었으며 2020년 9월 1일 디지털 및 주문형 비디오로 개봉하였다.

## 출연

### 주연
- 로빈 윌리엄스
- 수잔 슈나이더 윌리엄스
- 숀 레비